# Больница Карлскуга
Больница Карлску́га (швед. Karlskoga lasarett) — сельское лечебное учреждение общего профиля, расположенное в районе Скранта города Карлскуга, Швеция и обслуживающее 70 000 жителей.
Больница является одной из трёх окружных больниц в округе Эребру, другие две — Университетская больница Эребру и больница Линдесберг.

## История
Больница Карлскуга была открыта в 1942 году. Её предшественником была так называемая «коттеджная больница Карлскуга» (англ. «Karlskoga sjukstuga»), медицинское учреждение на улице Кунгсвегене в городе Карлскуге, которая открылась 1 апреля 1884 года. Первоначально здание представляло собой двухэтажный деревянный дом, а новое кирпичное здание было открыто 17 лет спустя, в 1901 году, рядом с церковью Карлскуга. Решение о строительстве нового медицинского учреждения было принято в 1899 году, поскольку прежнее не имело достаточного количества коек.
Всего в учреждение работает около 730 человек, и она служит пунктом скорой помощи для западной части округа Эребру, муниципалитетов Карлскуга и Дегерфорс, а также восточной части лена Вермланд, включая муниципалитеты «Кристинехамн», «Сторфорс» и «Филипстад». Общая численность населения в этом районе составляет около 70 000 жителей. Больница состоит из шести клиник и имеет 130 коек.
Родильный дом в больнице Карлскога был закрыт в 2019 году.
В 2012 году больница Карлскуга получила «Шведскую премию качества».